# Georg VII av Georgien
Georg VII av Georgien, död 1407, var en georgisk monark. Han var kung i kungariket Georgien mellan 1393 och 1407.